# King’s Quest V: Absence Makes the Heart Go Yonder!
King’s Quest V: Absence Makes the Heart Go Yonder! ist das fünfte Adventure der King’s-Quest-Reihe aus dem Jahre 1990, welches von Sierra veröffentlicht wurde.
King’s Quest V wird seit King’s Quest I als der innovativste Teil betrachtet. Veröffentlicht im Jahr 1990 kam es zu einer deutlichen Steigerung der Grafikqualität (erreicht durch die Einführung des VGA-Standards) und wurde schnell das bis dahin meistverkaufte Computerspiel. Es war auch der erste King’s-Quest-Teil, welcher die tippende Benutzeroberfläche durch eine Point-and-Click-Benutzeroberfläche ersetzte, die aber von einigen Spielern kritisiert wurde, da sie das Spiel angeblich zu einfach machte.
Das Spiel wurde später als CD-ROM-Version mit Sprachausgabe veröffentlicht, in der Graham für sein Alter sehr jung und gut gebaut aussieht. King’s Quest V wurde ebenfalls für das NES von Konami veröffentlicht.
Dank ScummVM kann King’s Quest V auf vielen weiteren Betriebssystemen gespielt werden, darunter Linux, macOS und Windows 10.

## Handlung
Der böse Zauberer Mordack, Bruder von Manannan (welcher Gegner des Spielers in King’s Quest III war), verkleinert Schloss Daventry samt seinen Bewohnern und inhaftiert diese in einer Flasche. Mordack droht, die königliche Familie an Manannan zu verfüttern, der in King’s Quest III in eine Katze verwandelt wurde, es sei denn, Prinz Alexander würde ihn wieder in menschliche Form zurückverwandeln. Da König Graham für einen Spaziergang hinausgegangen war, als Mordack die Burg verkleinerte, ist er der Einzige, der nicht vom Zauberspruch gefangen wurde.

## Titel
Der Titel dieses Teils ist eine Parodie auf das englische Sprichwort Absence makes the heart grow fonder (auf Deutsch sinngemäß: Durch die Ferne wächst die Liebe). Er ist ein Wortspiel und bezieht sich auf das Verschwinden von Grahams Familie und seine Suche.

## Wertungen
Der ASM vergibt die Auszeichnung „ASM-Hit“, kritisiert wird lediglich die relative Kürze der Spielhandlung, da ein geübter Spieler das Spiel innerhalb eines Nachmittags durchzuspielen vermag.